# Eugeniusz S. Kruszewski
Eugeniusz Stanisław Kruszewski (ur. 13 listopada 1929 w Zbąszyniu) – polski historyk i działacz emigracyjny.

## Życiorys
W latach 1950–1957 był oficerem w Ludowym Wojsku Polskim, a po zwolnieniu ukończył studia ekonomiczne w Wyższej Szkole Ekonomicznej w Sopocie (1957-62, magister ekonomii). Na emigracji politycznej od 1969 w Danii. Studia doktoranckie w Instytucie Ekonomii w Kopenhadze (1971-73), a następnie na Wydziale Prawa i Nauk Politycznych Polskiego Uniwersytetu Na Obczyźnie w Londynie zakończone doktoratem nauk politycznych w 1975. Habilitacja w zakresie historii stosunków międzynarodowych w 1980. Profesor zwyczajny na Wydziale Nauk Społecznych (1985-1999) i Wydziału Humanistycznego (1998-2009) PUNO. Aktywny działacz polityczny rządu Rzeczypospolitej Polskiej na Uchodźstwie. Założyciel pisma „Kronika. Poświęcona sprawom polskim” (1971-1885), dyrektor (od 1985). Od 16 lipca 1976 sprawował stanowisko delegata Rządu RP na uchodźstwie na teren Danii z tytułem ministra pełnomocnego, zwolniony z tej funkcji 31 lipca 1988 został jednocześnie mianowany pełnomocnikiem emigracyjnego Ministerstwa Spraw Zagranicznych na Danię. Od 1985 stoi na czele Instytutu Polsko-Skandynawskiego w Kopenhadze. Inicjator Nagrody naukowej im. Stanisława Sawickiego za prace w języku polskim lub językach obcych o związkach Polski z krajami regionu skandynawskiego i wiedzy o Skandynawii w Polsce (od 1995). Członek: Polskiego Towarzystwa Naukowego na Obczyźnie, Katolickiego Towarzystwa Historycznego w Danii, Instytutu Kaszubskiego, Akademii Historii i Literatury Polskiej oraz Słowiańskiej im. Adama Mickiewicza, Związku Pisarzy Polskich na Obczyźnie i Polskiego PEN-Clubu. Mieszka w Kopenhadze.

## Wybrane publikacje
- Problemy osadnictwa Polaków w Danii 1893-1939, Londyn: Polski Uniw. na Obczyźnie 1980.
- Małe państwa w stosunkach międzynarodowych: problemy naukowo-badawcze, Londyn: Faculty of Law and Political Sciences Polish Univ. 1982.
- Katyn – kronikker om mordet på polske soldater i 1940 i Sovjetunionen, udv. foretaget af Eugeniusz S. Kruszewski; red. Tadeusz Głowacki, Køobenhavn – Stockholm: Katyn Kommittén i Sverige Pro Polonia-Dansk Forening og Kronika Forlaget 1983.
- Duńska kandydatura do polskiego tronu (1673-1674): geneza i problem wyznaniowy, Londyn: Polski Uniw. na Obczyźnie 1985.
- Felicia, det skandinaviske brudstykke af Kontinental Aktion overs. af Jørgen L. F. Mogensen, København: Polsk-Skandinavisk Forskningsinstitut (Fond) 1988.
- Akcja kontynentalna w Skandynawii 1940-1945, København: Polish-Scandinavian Research Inst. 1992.
- The Danish candidacy for the Polish throne in 1674, Copenhagen: Polish-Scandinavian Research Inst. 1995.
- Z dziejów Polski i Skandynawii: rozprawy i studia na X-lecie Instytutu Polsko-Skandynawskiego = Fra Polens og Nordens historie: afhandlinger i anledning af Polsk-Skandinavisk Forskningsinstituts X års virksomhed, Eugeniusz S. Kruszewski, Emil Ashøj (red.), København: Inst. Polsko-Skandynawski 1995.
- Mówią świadkowie Ravensbrück, wybór, wstęp i oprac. Eugeniusz S. Kruszewski, Kopenhaga: Instytut Polsko-Skandynawski 2001.
- Polski Instytut Źródłowy w Lund (1939-1972): zarys historii i dorobek, Londyn: Polski Uniwersytet na Obczyźnie – Kopenhaga: Instytut Polsko-Skandynawski 2001.
- Pastor Edward Ortved (1855-1930): og hans breve til biskop Johannes von Euch fra 1894-1906 = Ksiądz Edward Ortved (1855-1930): oraz listy z lat 1894-1906 do bp. Johannes von Eucha, tekster på dansk og polsk, forord af Czeslaw Kozon, København: Katolisk Forlag 2003.
- Duńscy przyjaciele sprawy polskiej: poznańskie i kopenhaskie środowisko patriotyczne, Kopenhaga: Instytut Polsko-Skandynawski 2006.
- Joseph Jasnowski: MCMVI-XII-III-MMVI, København: Instytut Polsko-Skandynawski 2006.
- (współautor: Józef Jasnowski), Bibliografi af Polsk-Skandinavisk Forskningsinstituts årbog: bd. I-XX (1986-2005), Kopenhaga: Instytut Polsko-Skandynawski 2007.
- Polska polityka w raportach duńskich dyplomatów (1919-1926), Kopenhaga: Instytut Polsko-Skandynawski 2008.
- Polskie tropy nad Sundem i Skagerrakiem, Kopenhaga: Instytut Polsko-Skandynawski 2009.

## Odznaczenia
- Medal Wojska (1948)[3]
- Krzyż Armii Krajowej (1973)
- Złota Odznaka Skarbu Narodowego Rzeczypospolitej Polskiej (1984)
- Medal Kongresu Kultury Polskiej na Obczyźnie (1985, 1995)